# 南岗街道 (佳木斯市)
南岗街道，是原中华人民共和国黑龙江省佳木斯市前进区下辖的一个乡镇级行政单位。佳政函【2016】29号文件将南岗街道撤销，各社区由前进区直辖。

## 行政区划
原南岗街道下辖以下地区：
光华社区、新立社区、红霞社区、朝阳社区、胜安社区、先锋社区、林海社区、丰润社区、中华社区和云峰社区。